# Orion 5

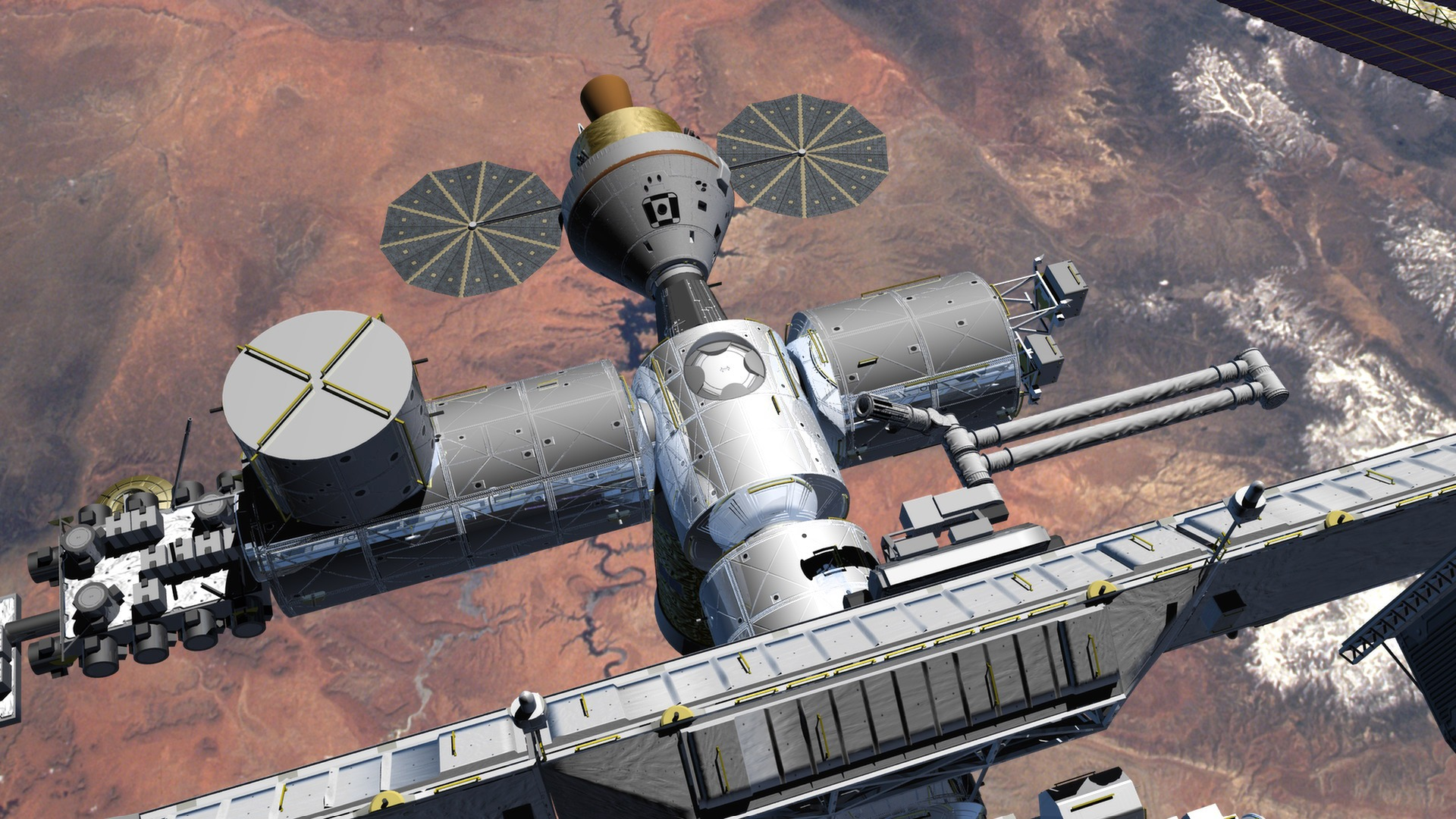
Orion CEV podczas dokowania do ISS - wizja artysty.

Orion 5 – anulowany, planowany na 2015 lot Oriona. Podczas dwutygodniowej misji statek miał zadokować do stacji kosmicznej ISS, a dwóch członków załogi miało wykonać spacer kosmiczny. Miał nastąpić po załogowym locie Orion 4.